# Валуйский уезд
Валу́йский уе́зд — административно-территориальная единица Российской империи и РСФСР. Уезд входил в состав Белгородской губернии (1727—1779), Воронежского наместничества (1779—1796) и Воронежской губернии (1796—1928). Уездный город — Валуйки.

## География
В XVII веке Валуйковский уезд занимал площадь в 409 тыс. десятин (≈4468 км²), 4% его территории распахивалось. Ко времени проведения Генерального межевания площадь уезда не изменилась, однако пашня составила уже 55% его территории.
В составе Белгородской губернии уезд занимал её юго-восточную часть, в составе Воронежской губернии — юго-западную часть. Площадь уезда составляла в 1897 году 4 074,8 вёрст² (4 637,5 км²), в 1926 году — 5 717 км² .

## История

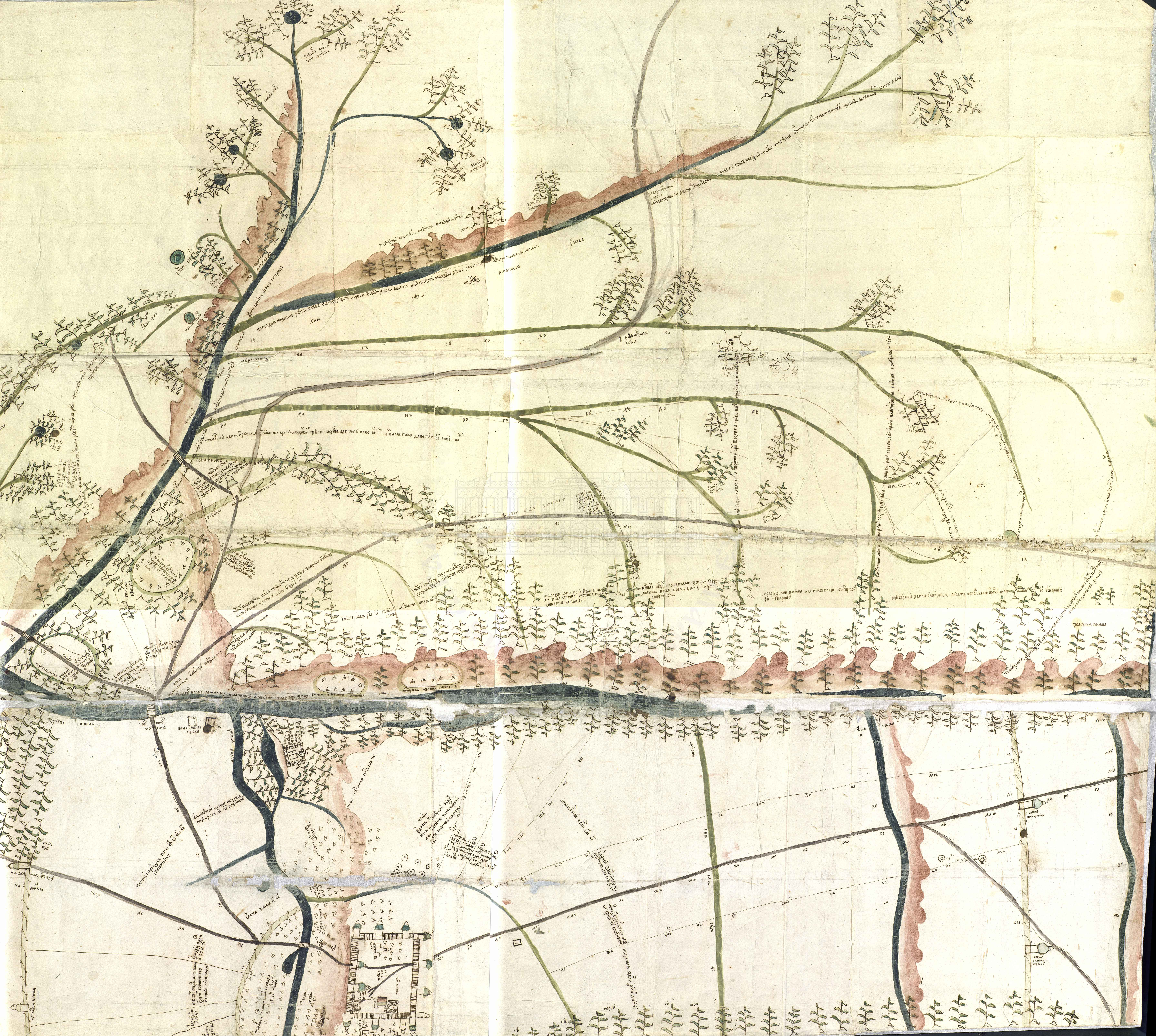
Чертёж центральной части Валуйского уезда. 1687 год

Валуйский уезд известен как административно-территориальная единица с XVII века. К нему относились селения, близкие к Валуйкам, одному из крупных городов-крепостей Белгородской черты. Валуйский уезд был упразднён как административно-территориальная единица в 1708—1715 годах в ходе областной реформы Петра I, Валуйки вошли в состав Азовской губернии.
В 1719 году губернии были разделены на провинции, Валуйки были приписаны к Белгородской провинции Киевской губернии.
В 1727 году из состава Киевской губернии была выделена Белгородская губерния, состоящая из Белгородской, Орловской и Севской провинций. Валуйский уезд был восстановлен в составе Белгородской провинции Белгородской губернии.
В 1779 году в результате губернской реформы Екатерины II Белгородская губерния была упразднена. Валуйский уезд, вошёл в состав Воронежской губернии, преобразованной в соответствии с указом от 25 сентября 1779 года в Воронежское наместничество. К уезду были присоединены территории Купянского и Сватолуцкого комиссарств.
В 1796 году Воронежское наместничество было упразднено и восстановлена Воронежская губерния. Валуйский уезд остался в составе Воронежской губернии, но, в связи с упразднением ряда уездов, его границы были пересмотрены.
В 1802 году в связи с очередным пересмотром административно-территориального деления были изменены границы Валуйского уезда.
C 1802 по 1923 год Валуйский уезд существовал без значительных территориальных изменений.
В 1918 — 1928 годах состав и названия входивших в уезд волостей и сельсоветов неоднократно пересматривался.
12 февраля 1923 года в Валуйский уезд были переданы Веселовская (позднее Успенская), Волоконовская, Ливенская, Палатовская, Староивановская волости упразднённого Алексеевского уезда.
9 мая 1926 года все сельсоветы Троицкой волости были переданы в Троицкий район Купянского округа Украинской ССР.
30 июля 1928 года Воронежская губерния и входившие в неё уезды были упразднены. Территория Воронежской губернии вошла в состав Центрально-Чернозёмной области, которая последовательно делилась на округа и районы. Территория бывшего Валуйского уезда вошла в Острогожский округ, который был разделён на 16 районов. В числе прочих был создан Валуйский район. Одновременно город Валуйки был передан в Валуйский район Острогожского округа Центрально-Чернозёмной области.

## Население
В 1719 году мужское однодворческое население Валуйского уезда составляло 5,6 тыс. чел., крестьянское — 0,4 тыс. чел..
По данным переписи 1897 года в уезде проживало 188 113 чел. В Валуйках проживало 6 698 чел.
По итогам всесоюзной переписи населения 1926 года население уезда составило 291 503 человек, из них городское (г. Валуйки) — 10 243 человек.

### Языковой состав
Родной язык населения Валуйского уезда по данным переписи 1897 года:
| Язык                       | Численность, чел. | Доля     |
| -------------------------- | ----------------- | -------- |
| Украинский («малорусский») | 96 134            | 51,10 %  |
| Русский («великорусский»)  | 91 486            | 48,63 %  |
| Другие                     | 493               | 0,27 %   |
| Итого                      | 188 113           | 100,00 % |

## Административное деление
В XVIII веке Валуйский уезд разделялся на три стана — Валуйский, Оскольский и Казинский.

В 1800 году Валуйский уезд состоял из 5 волостей: Ореховской, Казначеевской, Двулученской, Рожественской и Палатовской.

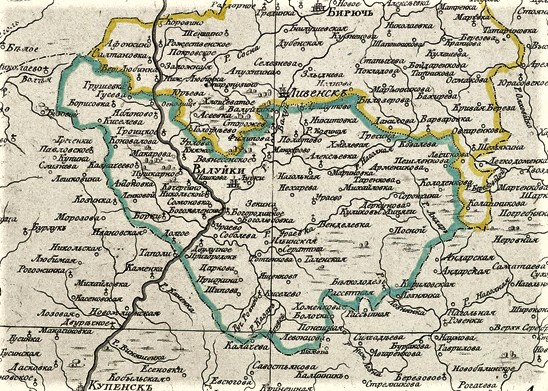
Валуйский уезд в 1800 году

В 1890 году в состав уезда входило 17 волостей:
| № п/п | Волость             | Волостное правление   | Число селений | Население |
| ----- | ------------------- | --------------------- | ------------- | --------- |
| 1     | Александровская     | сл. Александровка     | 10            | 10151     |
| 2     | Большелипяговская   | с. Большие Липяги     | 36            | 10896     |
| 3     | Борисовская         | сл. Борисовка         | 12            | 6010      |
| 4     | Белоколодезская     | с. Белый Колодезь     | 6             | 5306      |
| 5     | Вейделовская        | сл. Вейделевка        | 9             | 6700      |
| 6     | Двулученская        | сл. Двулучная         | 19            | 10575     |
| 7     | Казацкая            | сл. Панская           | 12            | 14386     |
| 8     | Казинская           | сл. Казинка           | 31            | 11699     |
| 9     | Краснянская         | сл. Красная           | 11            | 6520      |
| 10    | Малакеевская        | сл. Малакеева         | 12            | 10376     |
| 11    | Насоновская         | сл. Мандрова          | 12            | 9296      |
| 12    | Никитовская         | сл. Никитовка         | 13            | 11527     |
| 13    | Николаевская        | сл. Николаевка        | 11            | 7617      |
| 14    | Новоалександровская | сл. Новоалександровка | 9             | 4145      |
| 15    | Погромская          | сл. Погромец          | 17            | 8134      |
| 16    | Троицкая            | сл. Троицкая          | 8             | 12238     |
| 17    | Уразовская          | сл. Уразово           | 11            | 17738     |

В 1913 году в уезде также было 17 волостей.

## Населённые пункты
По переписи 1897 года наиболее крупные населённые пункты уезда:
| - с. Уразово - 12997 чел.; - с. Никитовка - 6831 чел.; - город Валуйки – 6698 чел.; - с. Белый Колодезь - 4901 чел.; - сл. Вейделевка - 3643 чел.; - сл. Двулучное - 3092 чел.; - сл. Петровское (Борки) - 2717 чел.; | - с. Ураево - 2356 чел.; - сл. Казинка - 2228 чел.; - сл. Новоалександровка - 2223 чел.; - сл. Кукуевка - 2214 чел.; - с. Погромец - 2157 чел.; - с. Рождествено - 2109 чел.; |